# VII. sjezd Komunistické strany Číny

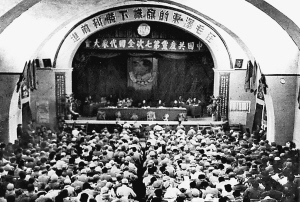
Zasedání VII. sjezdu

VII. sjezd Komunistické strany Číny (čínsky pchin-jinem Zhōngguó Gòngchǎndǎng dìqīcì quánguódàibiǎodàhuì, znaky zjednodušené 中国共产党第七次全国代表大会) proběhl v Jen-anu ve dnech 23. dubna – 11. června 1945. Sjezdu se zúčastnilo 544 delegátů s hlasem rozhodujícím a 208 s hlasem poradním zastupujících 1 210 000 členů Komunistické strany Číny.
Sjezd se připravoval na pozadí vítězství sovětské Rudé armády v Evropě; vedení KS Číny, v naději na vojenskou podporu Sovětského svazu, aktivně demonstrovalo svou oddanost principům proletářského internacionalismu, a utlumilo nacionalistické tendence, které se objevily v letech 1942–1944 v souvislosti s „nápravnou kampaní“ proti soupeřům Mao Ce-tunga ve vedení strany. Proto také byl z programu sjezdu vyškrtnut přednes a projednání dokladu Kchang Šenga o práci komise pro prověrku stranických i bezpartijních kádrů. 
Sjezd zahájil úvodním projevem  Žen Pi-š’. Členové vedení strany přednesli zprávy o koaliční vládě (Mao Ce-tung), o změnách ve stranických stanovách (Liou Šao-čchi), o vojensé situaci (Ču Te), o jednotné frontě (Čou En-laj), o politických, hospodářských a náboženských otázkách (jenanské) Zvláštní oblasti (Kao Kang), o stavu osvobozeného území ve střední Číně (Čchen I) a o vojenské situaci v severních provinciích (Pcheng Te-chuaj). Sjezd potvrdil novou politickou linii strany. Schválil politiku rozšíření sovětských oblastí a základen, posílení armády a přechod od taktiky partyzánského boje k manévrové válce. vyslovil výzvu k mobilizaci mas k rozdrcení japonských agresorů. Poukázal na nezbytnost přesunu těžiště stranické práce z venkova do měst. Ve vnitrostranických otázkách Mao Ce-tung dosáhl sebekritiky od svých dřívějších soupeřů ve vedení strany (Wang Minga a dalších členů takzvané „moskevské skupiny“) a uznání svého vůdčího postavení od členstva strany. Sjezd posoudil vztah komunistů ke Kuomintangu, USA (kde vzal v úvahu možnost otevřené invaze Američanů do Číny, analogickou s britskou okupací Řecka) a Sovětskému svazu (jedinému spojenci strany). Bezprostředním cílem nadcházející revoluce bylo určeno vytvoření novodemokratické Číny.
Sjezd přijal nové stanovy strany a zvolil 7. ústřední výbor o 44 členech a 33 kandidátech. Ústřední výbor poté zvolil třináctičlenné 7. politbyro ve složení Mao Ce-tung, Ču Te, Liou Šao-čchi, Čou En-laj, Žen Pi-š’, Čchen Jün, Kchang Šeng, Kao Kang, Pcheng Čen, Tung Pi-wu, Lin Po-čchü, Čang Wen-tchien a Pcheng Te-chuaj. K běžnému řízení strany vybral ze členů politbyra pětičlenný ústřední sekretariát (Mao Ce-tung, Ču Te, Liou Šao-čchi, Čou En-laj a Žen Pi-š’) a zvolil Mao Ce-tunga předsedou ústředního výboru.